# Cayastá
Cayastá es una comuna del departamento Garay, provincia de Santa Fe, Argentina. La localidad dista 82 km al norte de la capital de la provincia, sobre la Ruta Provincial 1. Muy cerca de la misma (aproximadamente 1,5 km hacia el sur desde su centro), se encuentran las ruinas de la primitiva Ciudad de Santa Fe de la Vera Cruz, desde su fundación y hasta su traslado por causa de las defensas de los pueblos originarios y de las cíclicas inundaciones. Cayastá fue una reducción mocoví, en 1742.

## Toponimia
El vocablo "Cayastá" aparece por primera vez en un documento antiguo que data de 1607. Para el Ingeniero Augusto Fernández Díaz, la etimología del topónimo "Cayastá" deriva de la transformación fonética de "Kollastas" aglutinación de "Kolla" y "Astay" que "denota" mudanza, de donde Cayastá sería "pueblo colla que se muda". Kolla era uno de los pueblos de Aimaraes, con dialecto propio, dominado por los Incas.

## Naturaleza

### Fauna
La fauna característica incluye coipos (Myocastor coypus), carpinchos (Hydrochoerus hydrochaeris), aguarás guazúes (Chrysocyon brachyurus), lobitos de río (Lontra longicaudis), aguarás popé u ositos lavadores (Procyon cancrivorus) y tuco-tucos santafesinos (Ctenomys yolandae).
En la zona se han encontrado ejemplares de iguana o lagarto overo (Tupinambis teguixin), tortuga de río o acuática (Hidromedusa tectifera), tortuga de arroyo (Phrynops hilarii). Entre los ofidios, existen registros de ñacaniná (Hydrodynastes gigas), curiyú (Eunectes notaeus), falsa coral (Oxyrhopus rhombifer) y las peligrosas yararás grande (Bothrops alternatus) y chica (Bothrops neuwiedi diporus).
Cayastá presenta una gran riqueza ornitológica, fundamentalmente en especies propias de ambiente acuático. La zona es hábitat de especies como la garza blanca (Ardea alba), el chiflón (Syrigma sibilatrix), el sirirí colorado (Dendrocygna bicolor), el taguató común (Rupornis magnirostris), el halcón plomizo (Falco femoralis), el picaflor bronceado (Hylocharis chrysura), varios carpinteros, entre ellos el "real" (Colaptes melanochloros), el doradito copetón (Pseudocolopteryx sclateri), el espinero grande (Phacellodomus ruber), la tacuarita azul (Polioptila dumicola), la cardenilla (Paroaria capitata) y el pepitero gris (Saltator coerulescens), entre muchas otras.

### Flora
En los campos y en la zona de isla podemos encontrar ejemplares de timbó colorado (Enterolobium contortisiliquum), laurel amarillo (Nectandra falcifolia), timbó blanco (Albizia inundata) y ceibo (Erythrina crista-galli), entre otros.
Y más exclusivamente en la zona de isla, las partes altas y albardones, normalmente por fuera de la cota máxima de las crecidas, presentan vegetación de bosque ribereño, con ejemplares de ubajay (Hexachlamys edulis), sauce (Salix humboldtiana), aliso (Tessaria integrifolia) y sangre de drago (Croton urucurana), entre otras.  Estas especies ceden el espacio en las zonas deprimidas a la llamada "paja de techar" (Sorghastrum pellitum), varillares y pajonales.

### Zonas protegidas

#### Parque Provincial Cayastá
El Parque Provincial Cayastá es un área protegida que abarca una superficie de 300 ha. Se encuentra al lado del Parque Arqueológico Santa Fe La Vieja.

## Historia

### Fundación
El Conde León de Tessières - Boisbertrand, su esposa Marieu y su hijo Edmundo llegan a San Carlos en los primeros meses del año 1858 para ocupar el campo que habían comprado directamente a la firma colonizadora Beck y Herzog, siendo los primeros habitantes de la colonia.
El Conde León, hombre dotado de gran paciencia y piedad, para lo cual estaba preparado, al igual que su hijo Edmundo, tanto en el manejo de las armas, como en las Ciencias Jurídicas y en la medicina, brindando ayuda a sus semejantes, asumiendo la defensa de los débiles y la curación de los enfermos.
En el año 1861 la familia Tessières sufre una terrible pérdida, esposa y madre ejemplar, abandona la vida, la fiel y dulce Marieu, compañera y permanente apoyo de León y su hijo, creciendo así una gran pena en sus corazones.
Asistidos por una criada y dos peones, pasan cinco años dedicados a la agricultura, al estudio y a los enfermos, hasta que llegan noticias de Santa Fe, donde la legislatura provincial había dictado leyes destinadas a fomentar el progreso, a través de las cuales autorizaban al gobernador a promover la fundación de colonias y a ceder gratuitamente las tierras para tal fin. Esta propuesta entusiasmó a los Tessières, tomando contacto con el gobernador, quien les adjudicó un lugar de excelente ubicación para fundar una colonia en el paraje denominado Cayastá, sitio donde aún quedaban familias de criollos y de una anterior reducción indígena.

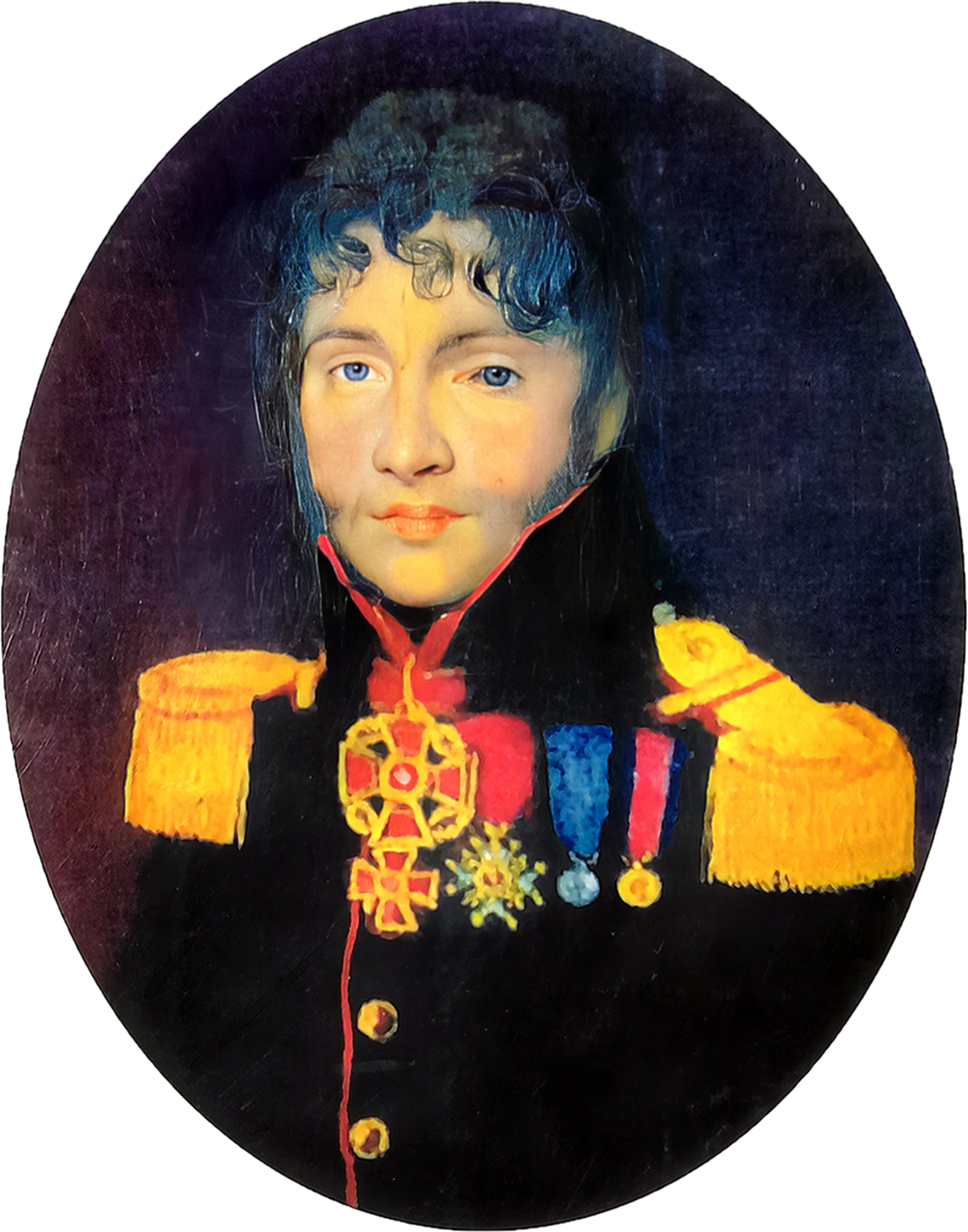
Retrato del Conde Jean Baptiste Lèon de Tessières - Boisbertrand.

El 10 de abril de 1867 se acuerda la autorización oficial para instalar la nueva Colonia que llamaron Cayastá. Es así entonces como León y Edmundo abandonan San Carlos, seguidos por sus fieles amigos, casi todos franceses y suizos y una minoría proveniente del Cantón de Valais de habla germana, iniciando el camino hacia la tierra elegida, que estaba en pleno monte, bordeada de caudales y esteros, soñando con ese Cayastá de acento indígena que los esperaba con promesas de trabajo y esperanzas.
Delinearon un pueblo de 100 manzanas y Edmundo tuvo a su cargo la realización de los proyectos. Trazaron 50 suertes de chacras para la labranza de 20 cuadras cuadradas cada una, y entre los predios dejaron franjas no cultivables destinadas al pastoreo de los animales de labor, separando las líneas del Norte, del centro y del Sur, como hoy se las denomina.
Sobre las líneas pasaban calles uniendo las casas para la defensa común, ante los posibles ataques de los indios, que eran de temer ante todo por el Norte, donde no había obstáculos de ríos y bañados. En este frente destacó el Conde a los suizos - alemanes, dando forma de lonja a sus parcelas. En el extremo interno se asentarían las viviendas, y sobre el lado contrario, que era límite norte de la colonia, el fundador hizo sembrar pencales, que servirían de valla defensiva, y darían nombre, después, a la Calle de las Pencas. Al oeste de las concesiones agrícolas, separadas por un bañado y hasta dar al Saladillo, se extendían los campos de pastos comunes llamados de "El Mocoretá", destinados al principio para la cría del ganado vacuno.
A una legua del pueblo hacia el Sur, establecieron los Condes su estancia. La casa de estilo colonial francés, paredes encaladas y techo de tejas, se enclava casi sobre la barranca, separada apenas por el Río Quiloazas de las verdes islas cercanas.
La Colonia creció junto a sus fundadores y las ilustres familias que los acompañaron y que sus descendientes aún están en el lugar como las Familias: Gaspoz, Roland, Delset, Mangini, Richard, Ferricher, Yossen, Mottard, Dupraz, Bournissent, Blanche, Invinkelried, Audicio, Savoye, Vanney, Schaller, Detiène, Mangold, Carlen y Zumoffen.
La vida de la colonia transcurría apaciblemente cuando en 1877 se apaga la vida del anciano Conde León, en esta tierra que le ofreció paz e ilusiones, pero lejos de su amada y siempre añorada patria, quedando Edmundo a cargo de la dirección de la colonia hasta la trágica noche del 6 de agosto del año 1882 en que manos asesinas pusieron fin a su vida y parte de la familia Gaspoz que se encontraban con él. Los pobladores de la colonia continuaron su vida privados de su guía, pero sí con las reglas ya instaladas que fueron fortalecidas cada día a costa de innumerables sacrificios, hasta cristalizar lo que hoy catalogamos como una magnífica realidad y como un futuro lleno de esperanzas.

### Descubrimiento de las ruinas de Santa Fe la Vieja
Las ruinas de Santa Fe la Vieja son un complejo digno de visitar, con un museo de más de 2 km² donde se han restaurado varias de las construcciones originales.
En 1796 Félix de Azara señalaba en su mapa que Santa Fe la Vieja se fundó en el sitio que hoy tiene el pueblo de Cayastá. Ello dio lugar a discusiones, por la cantidad de lugares y asentamientos que se planteaban.
El topónimo Cayastá había sufrido varios desplazamientos: en 1607 se conocía una reducción de los Cayastá, e incluso una estancia de Cayastá. Pero el primitivo Cayastá se funda en 1750 y es una reducción de indios, a orillas del Saladillo Amargo. En 1764 se traslada la reducción con el nombre de Cayastá Chico, o Cayastacito, al sitio que actualmente lleva ese nombre. Y en 1794, se trasladó al sitio del actual pueblo y colonia Cayastá, en la margen derecha de un brazo del Paraná que llevaba el nombre de Río del Pueblo Viejo.
El Dr. Agustín Zapata Gollán comenzó a trabajar en 1949 en Cayastá. Había confeccionado un proyecto que fue aprobado por la Legislatura de la provincia de Santa Fe el año anterior, con el fin de establecer definitivamente el lugar de la fundación.
Se sabía por tradición que la primera Santa Fe fundada por Garay estuvo en Cayastá, pero no se sabía con certeza el lugar. Los colonos de la Colonia Cayastá, fundada hacía 100 años, llamaban a un lugar al sur del poblado Santa Fe Viejo.
Una serie de visitas y algunos sondeos le llevaron de inmediato a la convicción de que ahí habían existido algunas construcciones del período hispánico. En julio de 1949 inició los trabajos comenzando por una loma donde se habían colocado las placas en homenaje al fundador.
El resultado de la primera excavación fue el descubrimiento de escombros formados por el derrumbe de un techo de teja que cubría algunos fragmentos de muro de tapia y los cimientos, también de tapia, de un recinto de 38,4 m x 8,2 m de norte a sur, dentro del cual la exploración puso de manifiesto una serie de sepulcros con restos humanos en distintos grados de conservación. Zapata Gollán supuso que podría ser la iglesia de San Francisco, pues la existencia de sepulcros dentro de su recinto demostraban inequívocamente que eran los restos de una iglesia.
Mientras sucesivas excavaciones exhumaban las ruinas de las casas vecinas, tomando como punto de partida los muros del lado oeste de la iglesia, midió hacia el oeste dos cuadras con sus calles respectivas, y luego una cuadra hacia el norte, con el mismo rumbo y las mismas medidas de las calles y manzanas del barrio viejo de la actual Santa Fe, y aparecieron las ruinas de las otras iglesias.
La ubicación de las tres iglesias encontradas, San Francisco, Santo Domingo y La Merced, coincidía con las de la ciudad trasladada. Con el mismo procedimiento, fueron ubicadas las ruinas del Cabildo y la Casa de Gobierno, y otras edificaciones.
Entre los sepulcros identificados en la iglesia de San Francisco, se encuentran los del primer gobernador criollo del Río de la Plata Hernandarias de Saavedra, y su esposa, Jerónima de Contreras, y los del Capitán Alonso Fernández Montiel y su hija.
Entre las ruinas se han encontrado gran cantidad de piezas que corresponden a una ciudad hispano-americana: ladrillos, tinajas, cerámica Talavera de la Reina, cerámica vidriada, cerámica indígena, campanas de bronce, herramientas, estribos, candados y espuelas de hierro, eslabones de cadenas, clavos y regatones, monedas, etc.
En junio de 1950, el Dr. Zapata Gollán invitó a la Academia Nacional de la Historia a pronunciarse definitivamente sobre la autenticidad de sus descubrimientos. Al año siguiente, la institución enviaba al Dr. Raúl A. Molina y el R.P. Guillermo Furlong Cardiff, quienes visitaron las ruinas en 1952 y elevaron un detallado informe que les fue aprobado gracias a los planos, fotografías y croquis que demostraban fehacientemente la autenticidad de los hallazgos como pertenecientes a la antigua Santa Fe, fundada por Garay en 1573.
El 25 de marzo de 1957 las ruinas de Cayastá fueron declaradas "Monumento Histórico Nacional". Desde 1973 funciona allí el "Museo del Descubrimiento y Población del Río de la Plata" que depende del Museo Etnográfico de la actual ciudad de Santa Fe.

### Actualidad
En la actualidad Cayastá es fundamentalmente una localidad pesquera donde ejercen su oficio muchos pescadores artesanales (pescadores del Paraná o isleros, como se los denomina habitualmente). Estos pescadores tienen en su mayoría su viviendas a lo largo de la costa de Cayastá, así como también sus amarras para sus canoas o muelles flotantes en época de crecida. La costa de Cayastá es barrancosa (alta y abrupta) con una altura máxima de aproximademente 15 metros. Dado que la costa es la curva exterior del cauce, sus playas son cortas y de bajada abrupta, por lo cual sólo son utilizables en época de creciente, cuando cubren los declives costeros. En bajante, la aproximación del canal a la costa las vuelve peligrosas para la actividad balnearia. Frente al pueblo, sobre la isla se hallan todavía ruinas de un laboratorio de materiales perteneciente al proyecto Paraná Medio. Estas ruinas son visibles desde el camping de Cayastá hacia el este.
Salvo la costa, como se ha mencionado, el resto del pueblo está habitado básicamente por dos grupos de habitantes: por un lado, los habitantes tradicionales, que desarrollan sus actividades laborales con relación a la pesca o a la agricultura (acopiadores, administrativos, transportistas, etc.) y pertenecen al distrito desde hace varias generaciones. Por otro lado, los habitantes ocasionales, propietarios de casas de fin de semana provenientes de otras localidades cercanas más grandes, como Santa Fe Capital. Estos últimos concurren a Cayastá de manera periódica, en su mayoría para pescar y utilizan para ello embarcaciones de fibra de vidrio con motores fuera de borda, en contraste a las embarcaciones de los pescadores artesanales que son contecimientos de interés.

## Servicios públicos

### Abastecimiento

#### Energía
- EPE “Energía de Santa Fe”

- Cooperativa de Servicios Públicos de Helvecia (CoServHel)

### Educación

#### Educación inicial
Jardín de Infantes N.° 30 “Carlos Kaufmann”

##### Educación primaria
- Escuela N.° 428 “Juan de Garay”
- Escuela N.° 6102 “Pedro de Vega”
- Escuela N.° 6367 “2 de Abril”
- Escuela N.° 6413 “Siete Jefes”
- Escuela Nocturna N.° 102

##### Educación secundaria
- Escuela de Educación Técnica Profesional (E. E. T. P.) N.° 370
- Escuela de Educación Media para adultos (E. E. M. P. A.) N.° 1329

### Higiene
- Recolección pública de residuos

### Sanidad
- Sistema para la Atención Médica de la Comunidad (S. A. M. Co) Cayastá

### Seguridad
- Comisaría V Cayastá

## Cultura

### Patrimonio

#### Parque Arqueológico Santa Fe La Vieja
El sitio de la primitiva ciudad estuvo abandonado durante siglos; a finales del siglo XVIII en sus proximidades se fundó una reducción de mocovíes y en la segunda mitad del siglo XIX fue incorporado como parte de la colonia del pueblo de Cayastá, formado con inmigrantes europeos.
A partir de 1949 Agustín Zapata Gollan inició las excavaciones arqueológicas que permitieron recuperar un excepcional conjunto de estructuras arquitectónicas y de artefactos que documentan la vida de los pobladores de finales del siglo XVI y primera mitad del XVII.
El sitio fue expropiado por el gobierno provincial y en 1957 fue declarado Monumento Histórico Nacional. Actualmente está al cuidado del Ministerio de Innovación y Cultura a través de su Departamento de Estudios Etnográficos y Coloniales.

Hoy es un Parque Arqueológico que, a la vez que preserva el sitio como bien patrimonial para la investigación científica, lo pone a disposición de la comunidad a través de recursos museográficos y didácticos.
|                                                          |
| Museo del Descubrimiento y Población del Río de la Plata |

|                                          |
| Sepulcros de la Iglesia de San Francisco |

|                              |
| Maqueta de Santa Fe la Vieja |

### Instalaciones culturales
- Centro Social “Unión y Alegría”

### Entidades culturales

#### Museos
- Museo del Recuerdo “Cecil González”

#### Bibliotecas
- Biblioteca Popular “Manuel Lainez”

### Patrimonio cultural inmaterial

#### Festividades
- Fiesta del Pueblo: Se realiza el 11 de abril de cada año en conmemoración de la fundación del Pueblo y Colonia de Cayastá.
- Fiesta Provincial de la Yerra: Organizada por la Asociación Conmemorativa de la Primera Yerra, recuerda la primera marcación de ganado del Río de la Plata, asentada en las actas capitulares de Santa Fe en 1576. Instituida por Decreto Provincial 1157 de 1972.
- Fiesta Patronal de la Natividad de la Virgen María: El 8 de septiembre se conmemora esta fiesta en honor a la "Natividad de la Virgen María".
- Fiesta Provincial de la Zanahoria: Organizada por distintas instituciones educativas de la localidad, conmemora en cada edición la producción hortícola que de algún modo promovió la actividad en toda la región. Se realiza en el mes de octubre o noviembre de cada año.
- Fiesta Provincial de la Doma: Organizada por la Asociación Conmemorativa de la Primera Yerra. Se realiza en proximidad al 15 de noviembre de cada año, en adhesión al aniversario de la fundación de la ciudad de Santa Fe. Selecciona los jinetes que representarán a la provincia en el Festival Nacional de Doma y Folklore de Jesús María. Instituida por Decreto Provincial 3908 de 1974.
- Aniversario de la Fundación de Santa Fe: Todos los 15 de noviembre de cada año, el Gobierno de la Provincia establece su sede en el sitio de Santa Fe la Vieja, donde se fundó la ciudad que dio origen a la Provincia. Establecido por Ley 6184/66.

### Medios de comunicación
- FM 96.1 - City
- FM 99.1 - Encuentro

## Deporte

### Instalaciones deportivas
- Instalaciones del Club Atlético Ciclón Norte.
- Instalaciones del Club Atlético Los Anguya.
- Instalaciones del Club Social y Deportivo Alianza Costera.
- Playones Polideportivos Comunales

### Entidades deportivas
- Club Atlético Ciclón Norte, fundado el 16 de julio de 1969.
- Club Atlético Los Anguya, fundado el 11 de septiembre de 1949.
- Club Social y Deportivo Alianza Costera, fundado el 12 de abril de 1995.

## Localidades hermanadas
La comuna de Cayastá esta hermanada con una comuna suiza.
- Trubschachen (2022)

## En las artes y la cultura popular
La canción “Punta Cayastá” compuesta por el poeta Julio Migno e interpretada por Orlando Vera Cruz y Soledad Pastorutti está inspirada en dicha localidad.
En enero del 2016, los hermanos Martín y Cristian Lanatta, y Víctor Schillaci luego de su fuga fueron atrapados en Cayastá.

## Localidades y parajes
- Cayastá 4,450 habitantes (Indec, 2010)

Parajes
- Campo García
- Vuelta el Dorado
- Potrero Gaspoz

## Parroquias de la Iglesia católica en Cayastá
| Arquidiócesis | Santa Fe de la Vera Cruz |
| ------------- | ------------------------ |
| Parroquia     | Natividad de la Virgen   |